# Yijiang

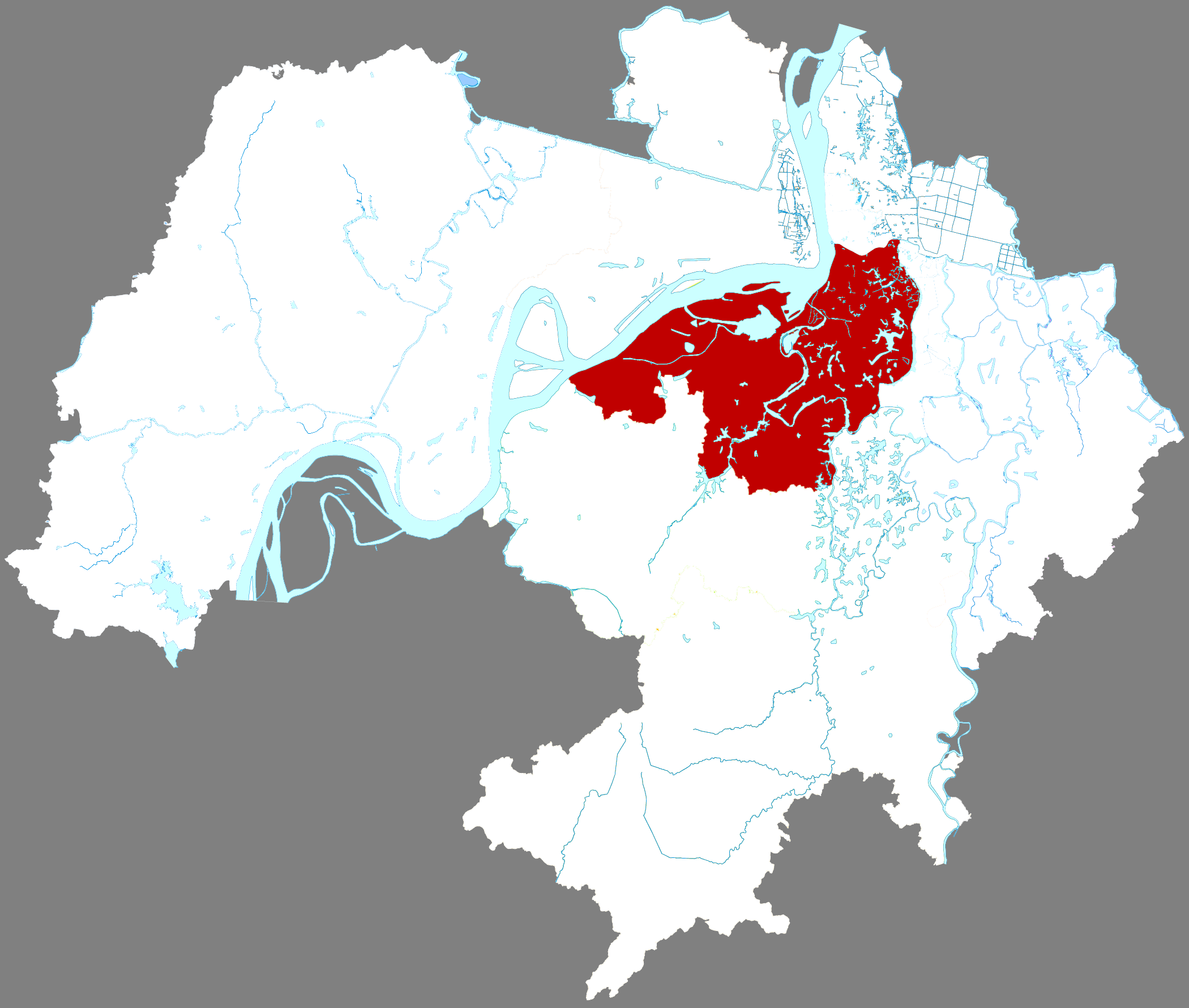
Lage des Bezirks Yijiang in der Stadt Wuhu in China

Der Stadtbezirk Yijiang (chinesisch 弋江区, Pinyin Yìjiāng Qū) ist ein Stadtbezirk der bezirksfreien Stadt Wuhu in der chinesischen Provinz Anhui. Er hat eine Fläche von  154 km² und zählt ca. 187.500 Einwohner (2006).

## Administrative Gliederung
Auf Gemeindeebene setzt sich der Stadtbezirk aus drei Straßenvierteln und drei Großgemeinden zusammen. 